# Robert Alomà Vidal
Robert Alomà Vidal   (19 de novembre de 1989) és un jugador d'escacs català, que ha jugat representant internacionalment Andorra, i que té el títol de Mestre Internacional des de 2008.
Ha estat diverses vegades Campió d'Andorra, els anys 2015, 2016, 2017 (als campionats del 2015 i 2017 va compartir els llocs 1r-2n amb Òscar de la Riva), i 2019.
El 2015 fou subcampió de Catalunya, en perdre la final contra Hipòlit Asís. El juliol de 2023 fou segon a la 23a edició de l'Obert de Torredembarra, per darrere de Josep Anton Lacasa. El 2024 va guanyar el 48è Obert de Sitges, un torneig on partia com a número 7 del ranquing inicial, tot superant per millor coeficient de desempat l'MI anglès Brandon Clarke.
Com a membre de la selecció andorrana, ha participat a les Olimpíades d'escacs (2016 i 2018), i ha representat Andorra en diferents competicions a nivell europeu.
Anteriorment havia participat als campionats d'Espanya júnior (en diferents categories d'edat, a partir dels 10 anys). Va representar Espanya en competicions internacionals júnior.